# Брюс Лі
Брюс Лі   — гонконзький та американський кіноактор, каскадер, філософ, майстер бойових мистецтв, інструктор і актор бойового кіно, один з найвпливовіших митців бойового жанру 20-го сторіччя. Всього знявся у 36 фільмах. Він чудово володів своїм тілом, хоча і не був наділений від природи хорошим здоров'ям, але розвинув у собі такі властивості, як надзвичайна швидкість рухів та координація. Брюс став легендою бойових мистецтв — багато бійців часто наслідували його в кіно і на телебаченні. Про життя і творчість Брюса у світі було знято до 30 фільмів.

## Біографія

Брюс в 1958-му, танцює ча-ча-ча

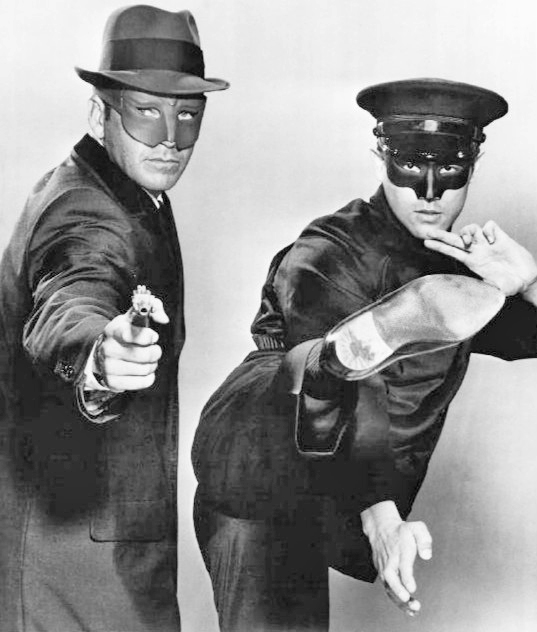

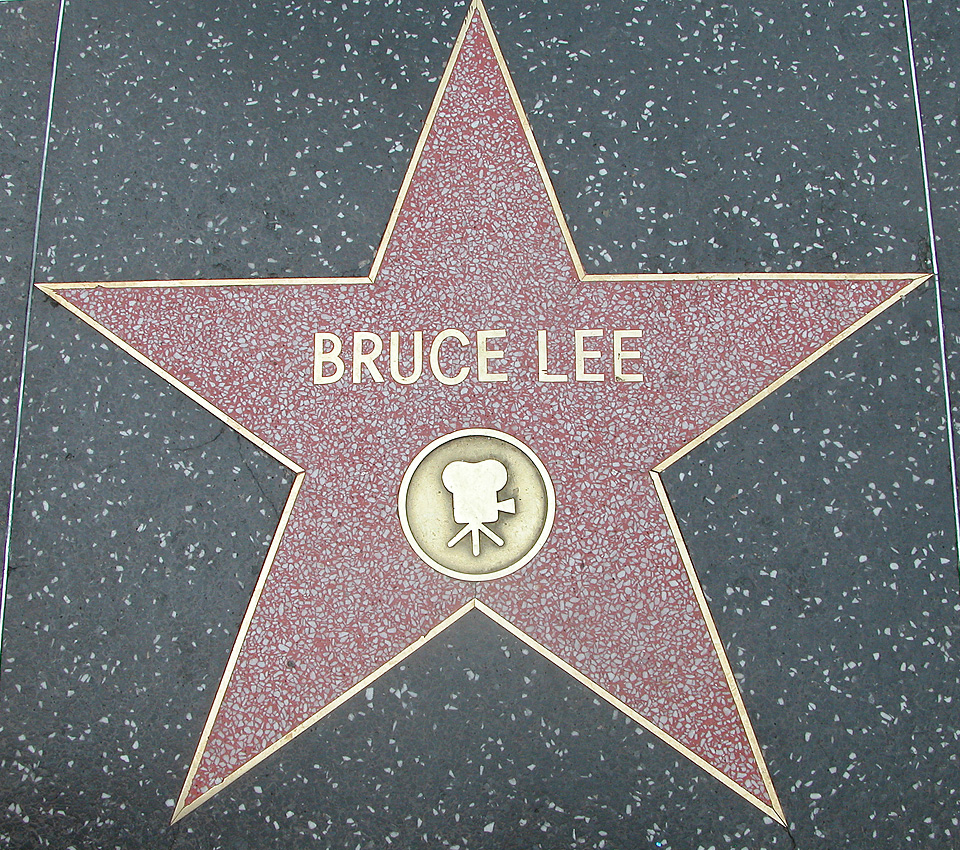

Батько Брюса, Лі Хон Чен, був професійним актором китайського театру «Сіцюй». Сім'я жила в Гонконзі й була забезпечена. Мати, Ґрейс, була донькою німця й китаянки, лютеранкою за віросповіданням.

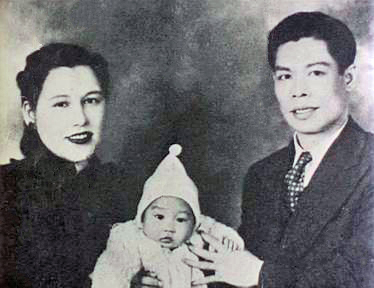

Батьки (передусім батько) вважали, що їхній родині хтось наслав причину — їхній перший син раптом помер після народження. За китайським повір'ям, наступним дитям у сім'ї неодмінно мала бути дівчинка. Тож майбутнього актора назвали жіночим іменем Лі Юн Фан. Хлопчик народився в США під час чергових батькових гастролей (Ґрейс поїхала з чоловіком). Мати охрестила сина іменем Лі Джан Фен (перекладаючи з китайської — повернення). Ґрейс хотіла, щоб її син коли-небудь повернувся до США. Англомовне ім'я Брюс запропонувала медсестра в пологовому будинку, проте його не вживали доти, доки Лі не подорослішав. А згодом Брюс змінив написання свого прізвища на американський кшталт: «Lee» замість «Li».
1941 рік — дебют у кіно. Тримісячний Брюс Лі знявся у стрічці «Дівчина Золотих воріт» у ролі дівчинки-немовляти.
1946 рік — друга роль у кіно. Це був фільм «Зародження людства», і Лі потрапив сюди завдяки батькові. У титрах Брюс виступив під псевдонімом Лі Сяолун (Маленький дракон).
1957 рік — Брюс Лі починає опановувати бойове мистецтво кунґ-фу. Його спонукали вуличні прочуханки, в яких Лі урвався терпець пасти задніх. Учителем став майстер Іп Ман, що добре знався на стилі Він-Чунь.
1958 рік — на шкільних змаганнях з боксу Брюс Лі перемагає хлопчика, який мав лаври чемпіона упродовж трьох років.
Брюс Лі набуває впевненості переможця. Одного разу він захистив дівчину, яку кривдили американські моряки. Прибула поліція і тільки, заплативши чималі гроші, батько Лі розв'язав проблему. Невдовзі відбувся вуличний бій, що став гонконґською легендою: Лі переміг фаворита всіх вуличних бійок. Імені переможеного історія не зазначає, однак усі знають, що він був центнер завважки. Батькові терпець урвався, коли Брюс зв'язався з «тріадою» — гонконґською мафією і віддухопелив кількох її прибічників. Із кримінальним світом у Гонконґу годі було панькатися, і Лі опинився поміж Сціллою і Харібдою. Стурбований батько якнайшвидше відправляє сина до Сполучених Штатів Америки.
1959 рік — Брюс Лі прилітає до Сан-Франциско. Біографи стверджують, що він мав за душею лише сто доларів. Спочатку Лі став на допомогу давній батьків друг. Кар'єру Брюс розпочав у Сіетлі, працюючи у ресторані.
1961 рік — Брюс Лі вступає до Вашингтонського університету, вибравши факультет філософії. Він нехтує роботу у ресторані і починає викладати кунґ-фу. Грошей на оренду спортзалу бракувало і перша група Лі тренувалася просто неба на галявині парку. Брюс також читає лекції з китайської філософії та філософії кунґ-фу у Гарфілдській школі. Пише та публікує власним коштом книгу «Китайське кунг-фу: філософське мистецтво самооборони». У школі знайомиться зі своєю майбутньою дружиною, сімнадцятирічною Ліндою Емері.
1963 рік — Брюс Лі відкриває першу школу боротьби кунґ-фу «Jun Fan Kung-Fu Institute».
1964 рік — у Брюса перспективні плани: розвинути кунґ-фу у США, обернути цю боротьбу не просто на систему прийомів вихідців з китайських кварталів (як раніше вважали непосвячені), а показати американцям, що кунґ-фу — виняткове мистецтво. Лі першим з інструкторів навчає у своїй школі всіх охочих, незважаючи на расу й національність. Доти прийомам кунґ-фу американців не вчив ніхто. Цього року Брюсові пропонують відкрити другу школу «Jun Fan Kung-Fu Institute» в Окленді. Він залишає університет і втілює свої задуми. Лі настільки захоплений роботою, що навіть на власне весілля з Ліндою прилітає до Сіетла лиш на кілька днів, а потім знову повертається до Окленда. Інструктором у новій школі стає його учень.
Цього ж року. Один з майстрів кунґ-фу Чи викликає Лі на поєдинок. Умова була така: якщо Лі програє, він або закриває свою школу, або припиняє навчання американців. Лі став до бою і не програв. Двобій тривав три хвилини — на думку Брюса, надто довго. Він вважав, що бій має закінчуватися за кілька секунд і не тривати заради себе самого. Поєдинок отримав розголос, і Брюса запросили продемонструвати своє мистецтво на турнірі з карате. Тут його помітив голлівудський гример, який пізніше познайомив Лі з продюсером компанії «Warner Brothers» Вільямом Дойзером. Дойзер якраз шукав актора на роль сина Чарлі Чена в новому фільмі.
1965 рік — 1 лютого Лінда народила Брюсу Лі сина Брендона. Тоді батько заявив, що Брендон — «єдиний білявий блакитноокий китаєць у Каліфорнії».
1966 рік — Брюс Лі переїжджає з родиною до Лос-Анджелеса. Голлівуд запускає новий проект, що отримав назву «Зелений шершень». Фільм розповідав про подвиги супергероя Бріта Рейда, а Лі зіграв роль його помічника. Після показу першої серії шоу Лі прокинувся популярним, але проект було закрито після першого сезону. Також цього року Лі відкриває свою третю школу кунґ-фу у Лос-Анджелесі.
1967—1971 роки — Лі активно знімається в кіно, але поки одержує тільки ролі другого плану (серіали «Айронсайд», «Марлоу», «Лонгстріт» та ін.). Навчає кунґ-фу Чака Норріса і Джо Льюїса.
Продюсери «Warner Brothers» виявляють, що тема кунг-фу цікава публіці. Лі, фактично, досяг своєї мети. Компанія пропонує Брюсу стати одним із авторів фільму, який так і називався «Кунґ-фу». Лі укладає контракт з надією одержати головну роль. Але не судилося — керівництво компанії вирішило зовнішність початківця актора «занадто китайська». Фільм не мав успіху, оскільки західному акторові не вдалося правильно інтерпретувати східного характеру боротьби.
1968 рік — Брюс Лі не полишає своєї ідею сформулювати філософію швидкого бою. Його філософія називається Джіт Кун До («Шлях прудкого кулака»). За правилами Джит Кун До боєць робить один рух замість двох: не блокує удару і потім б'є, а блокуючи, б'є водночас.
1969 рік — у Брюса Лі і Лінди народжується дочка Шенон.
1970 рік — на тренуванні Лі зазнає травми спини. Відтак він прикутий до ліжка три місяці. За цей час Лі пише книгу про бойові мистецтва, яку Лінда опублікувала після його смерті. Одужавши, Брюс Лі летить до Гонконґа, щоб навідати матір. У цьому місті його зустрічають натовпи шанувальників. Виявляється, що «Зелений шершень» тут неймовірно популярний, а Брюс Лі — справжня «зірка» екрана.
1971 рік — Брюс Лі, посварившись з Дойзером, їде до Гонконґа. Тут він по-справжньому знімається у кіно. Продюсер Раймонд Чоу підписує з ним контракти відразу на два фільми: «Великий Бос» та «Китайський зв'язковий» (друга назва — «Кулак люті»). В обох стрічках Лі грає головних героїв. «Великий Бос» вийшов на екрани цього ж, 1971, року і побив усі рекорди популярності не тільки в Азії, але і за її межами.
1972 рік — на екрани виходить «Китайський зв'язковий» і перевершує рекорди популярності, встановлені «Великим Босом».
Цього ж року — Брюс Лі спільно з Раймондом Чоу реєструє кіностудію «Конкорд фільм» і починає фільмувати «Шлях дракона», запросивши на одну з ролей чемпіона США з карате Чака Норріса. Лі працює над фільмом, додивляючись усіх подробиць: від костюмів до постановки трюків, виступаючи одночасно режисером, директором і виконавцем головної ролі. Фільм «Шлях Дракона» став класикою світового кінематографа, так само як і сцена бою героїв Брюса Лі і Чака Норріса.
Той же 1972 рік — Лі стає до роботи з наступним фільмом «Гра смерті». Він прагне створити кіно світового класу, орієнтоване не тільки на азійський ринок. Упродовж цього самого періоду «Warner Brothers» пропонують Лі вигідний контракт — постановку сцен бою у фільмі «Вихід Дракона». Брюс Лі дає згоду, однак роботи над «Грою смерті» не припиняє.
В останні роки Брюс Лі багато говорив про закляття, що нависло дамокловим мечем над його родом по чоловічій лінії (цього прокляття побоювався і батько Лі). Він почав вживати алкоголь, став дратівливим.
1973 рік — Брюс Лі переживає напад невідомої йому хвороби. Найкращі лікарі Америки проводять обстеження актора, та лихого не виявляють. У цей період Лі одержує безліч принадних запрошень на зйомки. Він працює над «Грою смерті», але не встигає завершити цієї стрічки.
20 липня 1973 — Брюс Лі помирає, проживши неповних 33 роки. Смерть його була дивною і досі не дає спокою шанувальникам. Офіційний висновок був такий: «алергічна реакція на ліки від головного болю, що викликала набряк мозку», але багато хто в це не вірить. Існує багато версій причин раптової смерті Лі, з них найпоширеніші: передозування наркотиками, самогубство, помста кримінального світу (за те, що не ділився прибутком), помста майстра бойових мистецтв (за те, що розголосив багато секретів кунґ-фу) і навіть версія «туманної смерті» від руки шаолінського ченця. Похований актор у Сіетлі на кладовищі «Лейк В'ю».
Зріст Брюса Лі становив 171 см, вага коливалася від 55-63 кг.

## Деякі фізичні досягнення

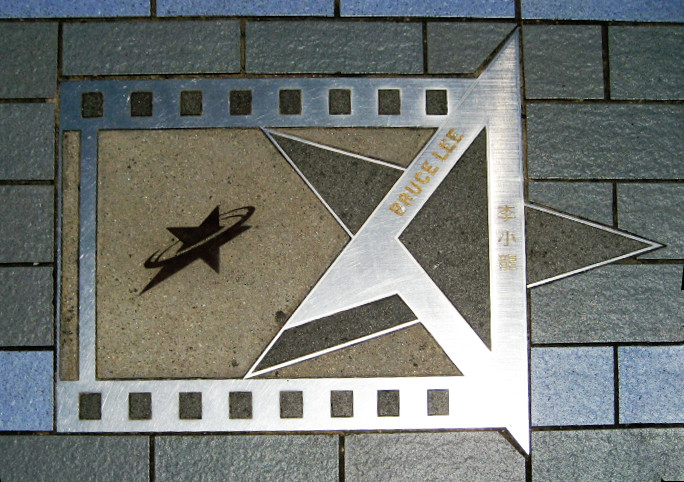
Зірка Брюса Лі на алеї слави у Гонконзі

- Брюс Лі міг утримувати на витягненій вперед руці гирю масою в 75 фунтів (34 кілограми) протягом 50 секунд[12].
- Удари Брюса Лі були настільки швидкими, що часом їх не вдавалося зняти звичайною в той час технологією «24 кадри в секунду», тому деякі сцени доводилося знімати 32-кадровим способом[13][14][15].
- Брюс Лі міг тримати ноги кутом в упорі на руках 45 хвилин і більше[16][17].
- Брюс Лі міг підкидати в повітря зерна рису і ловити їх паличками для їжі[18].
- Брюс Лі міг пальцями пробити невідкриту банку «Коли» (в ті часи банки виготовлялися зі сталі і були набагато товстіші, ніж сучасні алюмінієві).
- Брюс Лі міг відтискатися на двох та на одному пальці однієї руки, а також підтягуватися, використовуючи лише мізинець для обхоплення поперечки[17][19].
- Про життя і творчість Брюса Лі в світі було знято близько 30 фільмів.

## Учні
За недовге життя у Брюса була невелика кількість учнів, але деякі з них були досить відомими людьми.
- Один з виконавців ролі агента 007 в пародійних серіалах Джордж Лезенбі.
- Лінда Лі Кедвелл, що згодом стала його дружиною.
- Карім Абдул-Джаббар, його друг, актор (зіграв з Лі у фільмі «Гра Смерті» його суперника) і відомий баскетболіст.
- Джеймс Коберн, його друг і відомий актор.
- Чак Норіс, його учень і друг, відомий актор, який знявся у багатьох фільмах (у тому числі і у фільмі Брюса Лі) і серіалах.
- Ден Іносанто, учень і друг Брюса, актор, майстер бойових мистецтв. Знімався у фільмі Брюса Лі «Гра Смерті». Один із не багатьох учнів Брюса, який має право навчати інших «Джит Кун До».

## Вшанування пам'яті
- Його ім'я вибите на Алеї Слави у Голлівуді
- Пам'ятник Брюсу Лі в Мостарі (Боснія і Герцеговина)
- Пам'ятник Брюсу Лі у Гонконзі